# Santo Domingo Tehuantepec
Santo Domingo Tehuantepec è un comune del Messico, situato nello stato di Oaxaca.